# Nokia 1112
Nokia 1112 — мобильный телефон низшего сегмента, разработанный Nokia. Телефон был выпущен в 2006 году. Большой шрифт в телефоне позволял легко ориентироваться людям, впервые использовавшим мобильное устройство.
Двухдиапазонное устройство могло функционировать в GSM-900/1800- и GSM-850/1900-сетях.
Разрешение экрана — 96 x 68 пикселей, в телефон встроен одноцветный дисплей с белой подсветкой.
Телефон имеет встроенные приложения, такие, как калькулятор и секундомер. Также телефон может отправлять и принимать SMS-сообщения и изображения. Телефон имеет говорящие часы и будильник.
Его внутренняя память 4 Мб, что позволяет телефону хранить до 200 записей в телефонной книге.
Мощности батареи хватает на 5 часов разговора или на 15 дней в спящем режиме.
В телефон встроено 33 стандартных рингтона, также пользователь может создать ещё 5 в специальном редакторе.
Телефон имеет белую подстветку. Модификация Nokia 1110 и 1110i.